# August Schörgendorfer
August Schörgendorfer (* 27. Januar 1914 in Waizenkirchen; † 21. Juli 1976 in Ried im Innkreis) war ein österreichischer Klassischer Archäologe.
Er studierte Klassische Archäologie in Graz und war Assistent bei Arnold Schober. 1939 legte er seine Dissertation mit dem Titel „Die Keramik der Ostalpenländer in römischer Zeit“ (Gutachter: Arnold Schober und Walter Schmid) vor, die 1942 als 13. Band in der Reihe der Sonderschriften des Österreichischen Archäologischen Institutes erschien. Für 1940/1941 wurde ihm das Reisestipendium des Deutschen Archäologischen Instituts verliehen, das er jedoch auf Grund des Zweiten Weltkrieges nicht antreten konnte. Er wurde 1941 zum Leutnant befördert und mit einem Sonderauftrag zum Referat Kunstschutz nach Kreta versetzt. Dort führte er mit Ulf Jantzen auf militärischen Befehl hin im November 1941 eine kurze Grabung in Knossos durch. Zudem untersuchte er einen Grabhügel und eine minoisches Siedlung bei Apesokari. Für die Archäologische Sammlung der Universität Graz legte er eine kleine Sammlung minoischer Gefäßscherben an. Er wurde im Oktober 1943 verwundet und im Mai 1944 an der Universität Graz mit einer Arbeit „Die Rundgräber des minoischen Kreta“ habilitiert.

## Veröffentlichungen
- Die römerzeitliche Keramik der Ostalpenländer (= Sonderschriften des Österreichischen Archäologischen Institutes. 13). Brünn u. a. 1942.
- Ein mittelminoisches Tholosgrab bei Apesokari. In: Friedrich Matz (Hrsg.): Forschungen auf Kreta 1942. Berlin 1951, S. 13–22.
- Die minoische Siedlung von Apesokari. In: Friedrich Matz (Hrsg.): Forschungen auf Kreta 1942. Berlin 1951, S. 23–26.